# Вомбакаси
Вомбака́си (рос. Вомбакасы, чув. Вомпăкасси) — присілок у Чувашії Російської Федерації, у складі Великосундирського сільського поселення Моргауського району.
Населення — 199 осіб (2010; 238 в 2002, 372 в 1979; 292 в 1939, 185 в 1926, 244 в 1906, 163 в 1858).

## Історія
Утворений 29 серпня 1963 року шляхом об'єднання присілків Матікаси, Хирлихкаси, Чиржікаси та Чиріпкаси. До 1964 року перебував у складі Ядрінського, а з 1964 року — у складі Моргауського району.

## Господарство
У присілку діють фельдшерсько-акушерський пункт, бібліотека та магазин.